# Хиљаду тона љубави
Хиљаду тона љубави је поп и рок албум југословенске и српске музичке групе Алиса. Објављен је 1988. године под окриљем ПГП РТБ-а, на винилу и аудио касети. На албуму се налази десет песама. Албум је сниман у Студију О у Београду.

## Песме
| Бр. | Назив песме         | Трајање |
| --- | ------------------- | ------- |
| 1.  | Клинка              | 02:35   |
| 2.  | Љубићу те тако      | 03:30   |
| 3.  | Наше су звезде веће | 03:10   |
| 4.  | Сећање на јули      | 03:03   |
| 5.  | Нећемо на колена    | 02:48   |
| 6.  | Кестени             | 02:30   |
| 7.  | Напили се другови   | 03:10   |
| 8.  | Сад мислим на њу    | 02:53   |
| 9.  | Хиљаду тона љубави  | 03:30   |
| 10. | Мајка               | 03:03   |